# Jan-Olov Kinnvall
Jan-Olov Kinnvall (eigentlich Jan-Olov Kindvall, * 8. Mai 1960) ist ein ehemaliger schwedischer Fußballspieler. Der Mittelfeldspieler erreichte mit Malmö FF das Endspiel um den Europapokal der Landesmeister.

## Werdegang
Kinnvall begann mit dem Fußballspielen bei Svenstorps IF. Von dort wechselte er in die Jugend von Malmö FF. Im Lauf der Spielzeit 1978 rückte er in den Kader der ersten Mannschaft in die Allsvenskan auf, spielte aber hauptsächlich noch in der Jugendmannschaft. Während er mit dem Vorjahresmeister in der Liga den zweiten Platz belegte, sorgte er mit der Mannschaft im Europapokal der Landesmeister 1978/79 für Furore. Nach Erfolgen über AS Monaco, Dynamo Kiew, Wisła Krakau und FK Austria Wien zog er mit ihr ins Endspiel ein. Dort verpasste er mit dem Klub den ersten Europapokaltriumph eines schwedischen Klubs, da sich der englische Vertreter Nottingham Forest durch ein Tor von Trevor Francis mit einem 1:0-Erfolg durchsetzen konnte. Dabei kam er an der Seite von Tore Cervin, Staffan Tapper, Kent Jönsson und Ingemar Erlandsson über die gesamte Spielzeit zum Einsatz.
Kinnvall konnte an den Erfolg in seinen ersten beiden Jahren im Erwachsenenfußball nicht anknüpfen. Durch Verletzungen an Rücken und Leiste fiel er längerfristig aus. 1983 verabschiedete er sich nach insgesamt 145 Spielen von Malmö FF und schloss sich dem unterklassig antretenden Lunds BK an. Hier beendete er nach sechs Spielzeiten seine aktive Laufbahn.
Im Anschluss kehrte Kinnvall in verschiedenen Positionen zu Malmö FF zurück. Zunächst arbeitete er als Jugendtrainer, bis er 2000 als Assistent von Michael Andersson zur seinerzeit zweitklassig antretenden Männermannschaft aufrückte. Später arbeitete er auch auf administrativer Ebene für den Verein.
Kinnvall hieß ursprünglich Jan-Olof, änderte seinen Vornamen jedoch in Jan-Olov. In der Öffentlichkeit wurde er stets mit dem Nachnamen Kinnvall bezeichnet, später offenbarte er jedoch, eigentlich Kindvall zu heißen.